# Hua Mulan
Hua Mulan (în chineză: 花木蘭 – tradițional, 花木兰 – simplificat, („Huā Mùlán” – în pinyin) este o eroină care s-a alăturat la armată compusă exclusiv de bărbați, descrisă într-o poezie chineză celebră cunoscută ca Balada despre Mulan. Poezia a apărut pentru primă dată la Înregistrările muzicale vechi și noi din secolul VI, dar sursa originală nu s-a păstrat până astăzi. Textul cunoscut actual vine de la o altă lucrare numită Colecția Biroului Muzical din secolul XII – o antologie a versurilor, cântecelor și poemelor alcătuită de Guo Maoquian. Autorul indică Înregistrările muzicale vechi și noi ca o sursă din care provine balada. Autenticitatea lui Hua Mulan nu este sigură, iar dezbaterea dacă ea este o personalitate istorică sau o alegorie s-a prelungit peste secole și până astăzi nu a fost rezolvată.
Plasarea povestii în timp este incertă. Atestarile cele mai vechi ale legendei afirmă că Hua Mulan a trăit în timpurile dinastiei Wei de Nord (386-534), dar acestei ipoteze îi lipsesc dovezi. Alta supoziție dă cont că ea a fost cerută să devină o concubină a împăratului Sui Yangdi care a stăpânit între 604-617. Textul reținut al poeziei sugerează varianta mai timpurie.
Rândurile scrise ale baladei nu sunt totdeaună compuse de același număr al silabelor. Poezia cuprinde mai ales propoziții constituite de cinci caractere, dar unele se extind până la șapte sau nouă.
Balada a fost rescrisă în forma unui roman în timpul dinastiei Ming târzii (1368-1644). Împreună cu Îndragostiții fluturi a devenit una dintre cele mai populare povestii ale poporului chinez.
Hua Mulan este descris în Wu Shuang Pu (無雙 譜, Tabelul eroilor fără egal) de Jin Guliang.